# Naval Act
Il Naval act fu un atto normativo approvato dal Congresso degli Stati Uniti il 27 marzo 1794 chw istituì la Marina degli Stati Uniti.

## Storia
Nell'agosto del 1785, dopo la conclusione della Guerra d'indipendenza americana, il Congresso vendette la USS Alliance 1778, l'ultima nave rimasta, a seguito di mancanza di fondi per il suo mantenimento in esercizio. Da allora e fino al 1797, l'unica arma marittima degli Stati Uniti fu la Revenue Marine, fondata nel 1790 dal Segretario al Tesoro Alexander Hamilton. Nello stesso 1785, due navi mercantili statunitensi vennero catturate presso Algeri e l'allora ministro Thomas Jefferson chiese l'istituzione urgente di una forza navale marittima per proteggere i mercantili statunitensi nel mar Mediterraneo. La richiesta di Jefferson rimase inizialmente inascoltata fino a quando il Congresso nel 1786 ed il Senato nel 1791 discussero alcune proposte, stimando il costo per la costruzione delle fregate, ma il progetto non venne realizzato. Soltanto nel 1793, quando Algeri catturò altre undici navi, la proposta venne finalmente accettata.
Venne presentata una proposta di legge alla Camera dei Rappresentanti, il 20 gennaio 1794, che prevedeva la costruzione di sei fregate, quattro dotate di 44 cannoni ciascuna e due con 36. La legge prevedeva anche il costo per il mantenimento degli equipaggi e la manutenzione delle navi. Vi fu una forte opposizione alla proposta che impose l'inserimento di una clausola che prevedeva la necessità di stipulare la pace con Algeri, ed al raggiungimento di questa la cessazione della costruzione delle navi.
La pirateria non era stata un problema fino a quando le Colonie erano parte dell'Impero britannico; la Royal Navy proteggeva le navi americane. Dopo la Guerra d'indipendenza tale protezione venne meno e molte potenze straniere decisero di poter assalire impunemente le navi statunitensi.
Scoppiata la Rivoluzione francese, anche la Gran Bretagna iniziò ad intercettare le navi mercantili americane ed il giovane governo statunitense ben poco poté fare al riguardo. Questo fu un grande cambiamento filosofico per la giovane Repubblica, molti dei cui leader avevano ritenuto fino ad allora che una marina militare sarebbe stata troppo costosa da mantenere, imperialista e inutilmente provocatoria per le potenze europee. Alla fine, però, si ritenne necessario proteggere gli interessi americani in mare.
Nel marzo 1796, mentre la costruzione delle navi andava a rilento, venne stipulata una pace fra gli Stati Uniti ed Algeri. In accordo con l'articolo 9 del Naval Act del 1794, che prevedeva la sospensione della costruzione delle navi in caso di stipula di un trattato di pace, venne sospesa la costruzione delle fregate. Dopo un dibattito e dietro richiesta del Presidente George Washington, il Congresso approvò una legge, 20 aprile 1796, che prevedeva la costruzione ed i fondi per mantenere soltanto tre delle navi già prossime al completamento: USS United States 1797, USS Constellation 1797 e USS Constitution.
Verso la fine del 1798, la Francia iniziò a catturare le navi statunitensi ed il Congresso decise la costruzione delle rimanenti tre navi: USS President 1800, USS Congress 1799 e USS Chesapeake 1799.